# 温琴佐·卡佩利
温琴佐·卡佩利（義大利語：Vincenzo Capelli，1988年10月26日—），意大利男子赛艇运动员。他曾代表意大利参加世界赛艇锦标赛，获得一枚金牌和一枚铜牌。他也曾参加2012年和2016年夏季奥运会。